# Camptostylus ovalis
Camptostylus ovalis là một loài thực vật có hoa trong họ Achariaceae. Loài này được (Oliv.) Chipp mô tả khoa học đầu tiên năm 1923. Chúng được tìm thấy tại Cameroon và Nigeria. Chúng có thể cao tối đa 30 feet. Loài này hiện nay bị đe dọa do phá hủy sinh cảnh.